# William Keating
William Richard Keating (Norwood, 6 settembre 1952) è un politico statunitense, membro della Camera dei Rappresentanti per lo stato del Massachusetts dal 2011.

## Biografia
Nato e cresciuto nel Massachusetts, Keating si laureò in legge e divenne avvocato.
Entrato in politica con il Partito Democratico, nel 1976 venne eletto all'interno della legislatura statale del Massachusetts, dove rimase per ventidue anni. Nel 1998 si candidò alla carica di district attorney della contea di Norfolk e riuscì a farsi eleggere, per poi essere riconfermato nei successivi dodici anni.
Nel 2010 Keating si candidò per un seggio alla Camera dei Rappresentanti e venne eletto deputato; negli anni successivi venne riconfermato dagli elettori pur cambiando distretto congressuale.